# Chironomus cordovensis
Chironomus cordovensis är en tvåvingeart som beskrevs av Weyenbergh 1886. Chironomus cordovensis ingår i släktet Chironomus och familjen fjädermyggor. Inga underarter finns listade i Catalogue of Life.